# کلاه پنبه‌ای

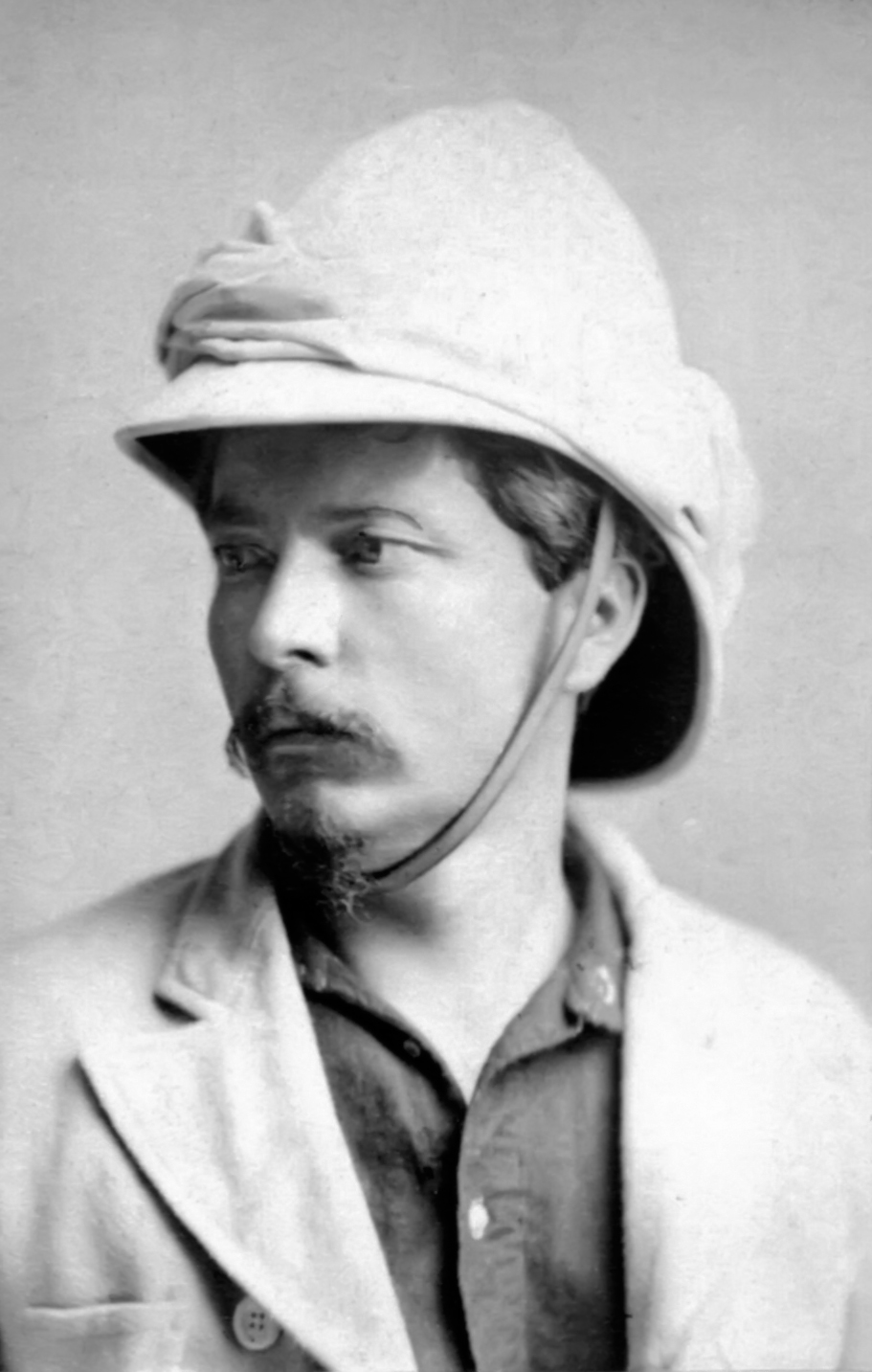
تصویری از هنری مورتون استنلی با کلاه پنبه‌ای در سال ۱۸۷۲ میلادی.

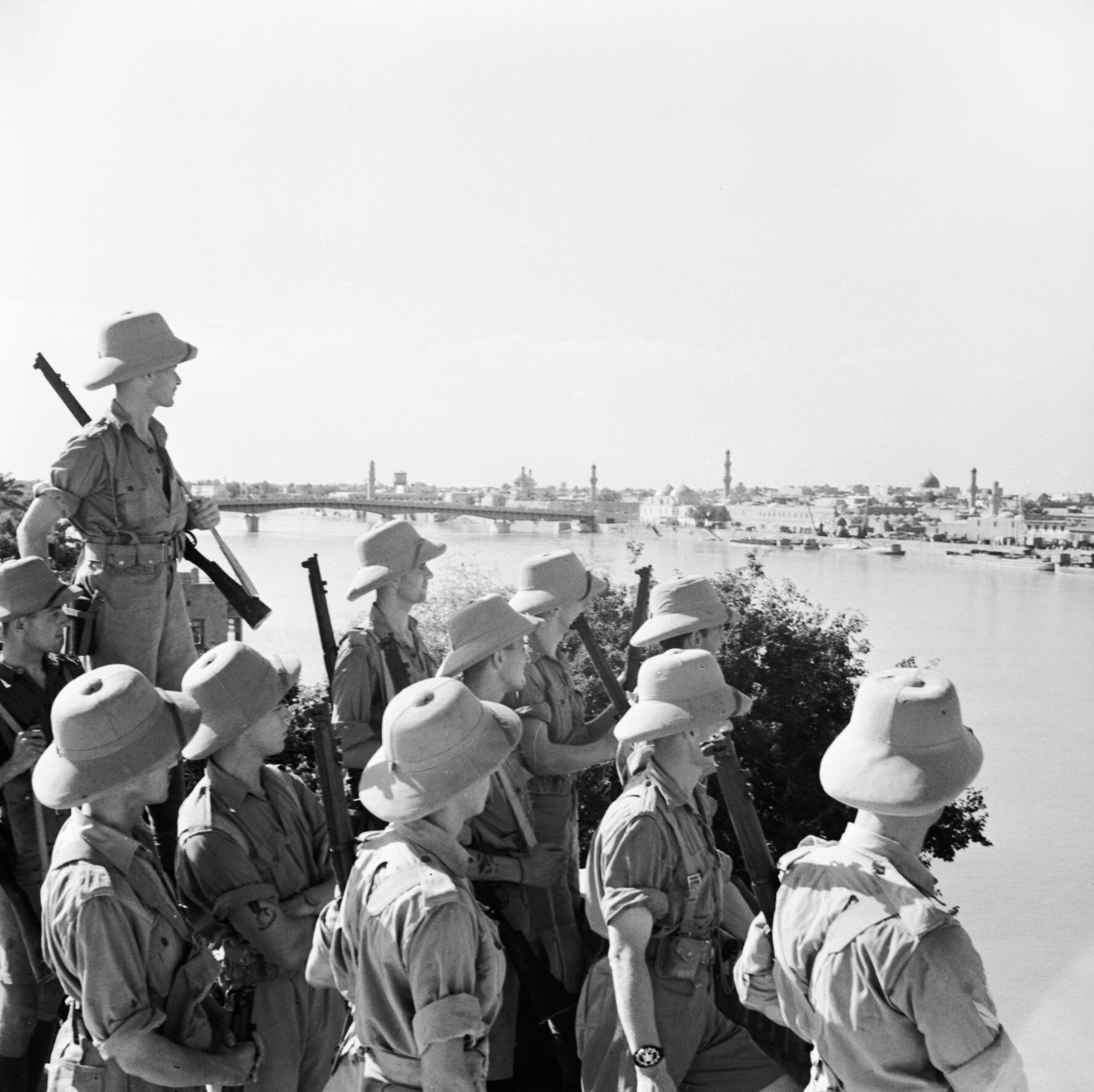
تصویری از سربازان ارتش بریتانیا با لباس‌های متحدالشکل نظامی و کلاه‌های پنبه‌ای در سال ۱۹۴۱ میلادی در بندر بصره.

کلاه پنبه‌ای (به انگلیسی: Pith helmet)، نوعی کلاه پارچه‌ای با روکش پنبه‌ای است. کلاه پنبه‌ای معمولاً برای محافظت صورت در مقابل تابش نور خورشید و جلوگیری از سرطان پوست طراحی شده‌بود. این کلاه اغلب توسط مسافران اروپایی، کاشفان و سربازان قدرت‌های امپریالیست اروپایی در سدهٔ ۱۹ و ۲۰ در آفریقا، جنوب شرقی آسیا و همچنین مناطق استوایی مورد استفاده قرار می‌گرفت.

## تعریف

### مبدأ
منشأ کلاه پنبه ای، سرپوش سنتی فیلیپینی است که به نام سالاکوت (سالاکوت اسپانیایی، اصطلاحی که هنوز برای کلاه‌های پنبه ای نیز استفاده می‌شود) شناخته می‌شود. این کلاه‌ها معمولاً شکل گنبدی یا مخروطی دارند و اندازه آنها از لبه‌های بسیار پهن تا نازک متغیر است. نوک تاج معمولاً دارای قسمت انتهایی میخ دار یا دستگیره ای است که از فلز یا چوب ساخته شده‌است. توسط یک هدبند داخلی و یک بند چانه در جای خود ثابت می‌شود. اینها در اصل از مواد سبک‌ وزن مختلف مانند بامبوی بافته شده، خیزران (نوعی گیاه) و… ساخته می‌شدند. گاهی این دسته‌ها با فلزات گرانبها منبت کاری شده، با رزین ضدآب پوشانده شده یا با پارچه پوشانده می‌شد.
این کلاه توسط نیروهای کمکی بومی فیلیپین در ارتش اسپانیا به عنوان محافظت در برابر خورشید و باران در طول مبارزات استفاده می‌شد. در اوایل قرن ۱۸میلادی به‌طور کامل توسط نیروهای بومی و اسپانیایی‌ها در فیلیپین استفاده می‌شد. نسخه‌های نظامی معمولاً با پارچه ساخته می‌شد و به تدریج شکل آن تغییر و جنس آن محکم تر و مقاوم تر شد.

### قرن ۱۹
طرح سالکوت بعداً توسط نیروهای استعماری فرانسوی در هندوچین در قرن نوزدهم پذیرفته شد (که آن را سالاکو یا سالاکوت نامیدند، اصطلاحی که بعداً به بومی ویتنامی مخروطی شکل یا دیسک مانند nón lá اطلاق شد) به دلیل این که کلاه ساخته شده در مقابل آب و هوای مرطوب و دریایی فرانسوی همچنین نسخه اولیه سالاکوت را به آنتیل فرانسه معرفی کردند، جایی که به سالاکو تبدیل شد ، پوششی که با پارچه پوشیده شده بود، هنوز هم از نظر شکل عمدتاً با سالاکوت فیلیپینی یکسان است. بریتانیایی و سربازان هلندی و دیگر قدرت‌های استعماری در مناطق مجاور از این کار پیروی کردند و سالکوت در اواسط قرن نوزدهم به یک سرپوش رایج برای نیروهای استعماری تبدیل شد.
در حالی که این شکل از روسری به ویژه با امپراتوری بریتانیا مرتبط بود، تمام قدرت‌های استعماری اروپایی از نسخه‌هایی از آن در اواخر قرن ۱۹ و اوایل قرن ۲۰ استفاده کردند. کلاه استوانه ای فرانسوی برای اولین بار در سال میلادی۱۸۷۸ برای سربازان مجاز شد هلندی‌ها در طول کل جنگ (۱۸۷۳–۱۹۰۴میلادی) از کلاه ایمنی استفاده کردند و ارتش آمریکا آن را در طول دهه ۱۸۸۰میلادی برای استفاده توسط سربازانی که در مناطق آفتابی به شدت خدمت می‌کردند از این نوع کلاه استفاده کردند. آب و هوای جنوب غربی ایالات متحده آمریکا همچنین توسط پلیس‌های شمال غرب در کانادا، از سال ۱۸۷۳میلادی تا ۱۸۷۴میلادی تا شورش شمال غرب و حتی قبل از استتسون در یوکان راش طلا در سال ۱۸۹۸میلادی از این کلاه استفاده می‌شد.

## نگارخانه

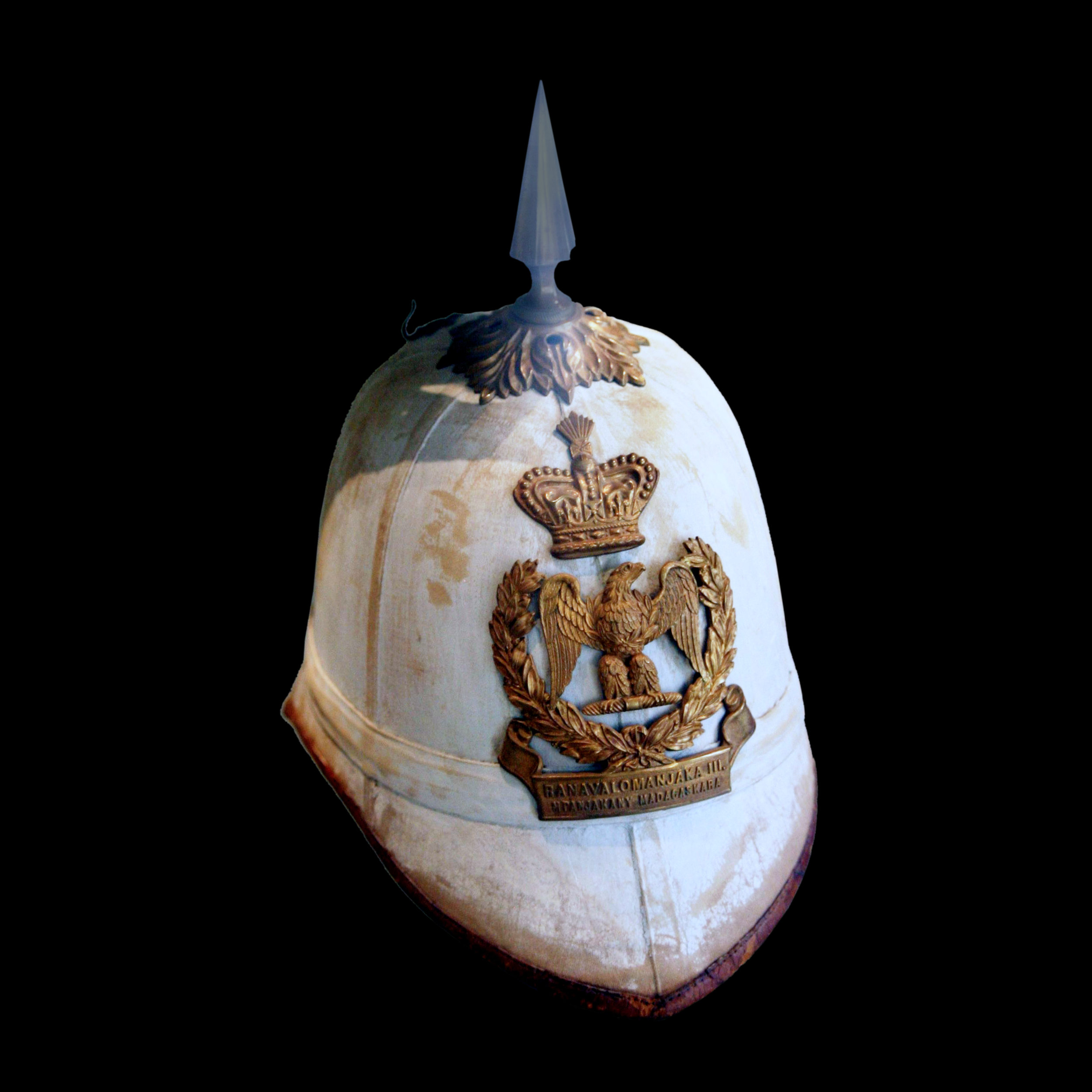
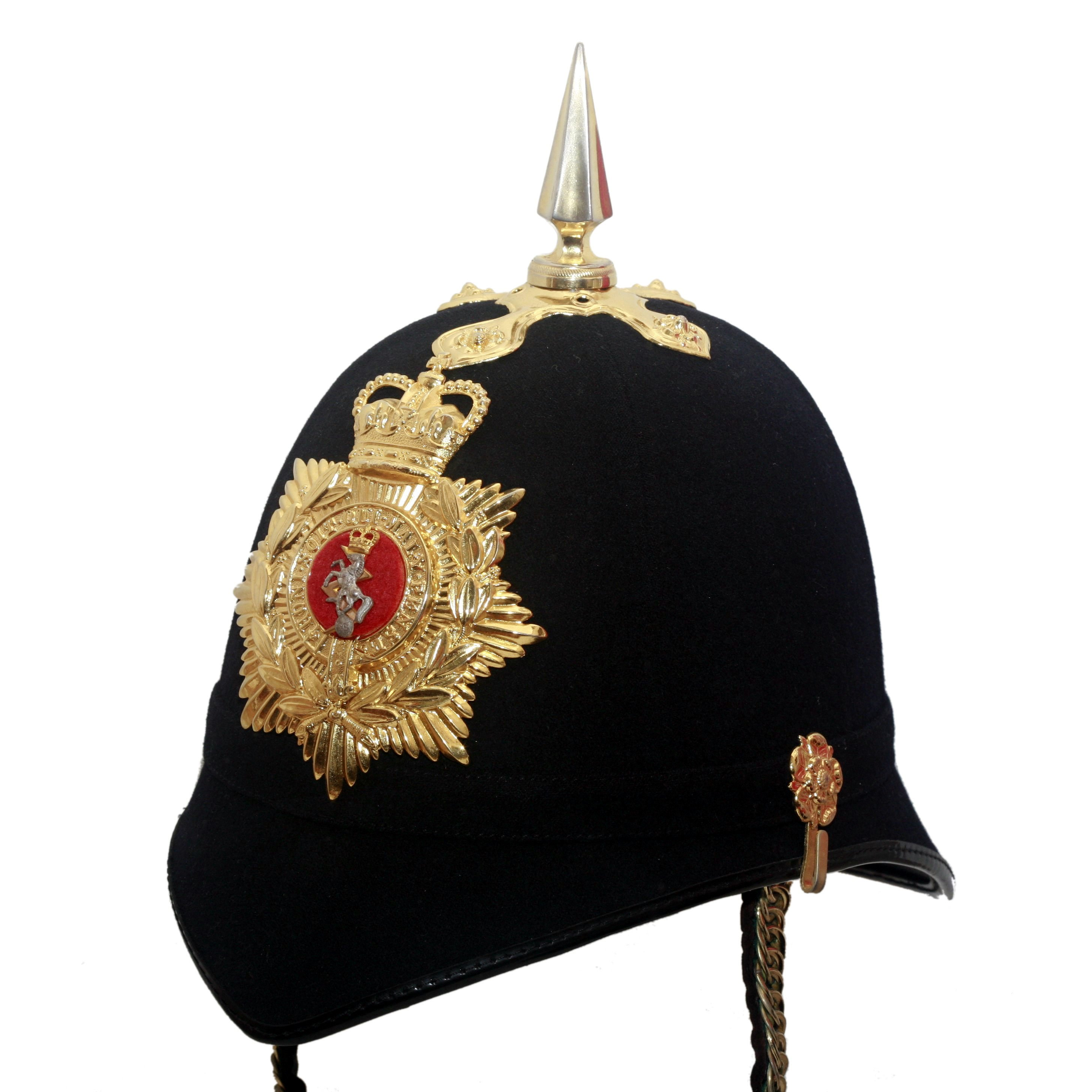
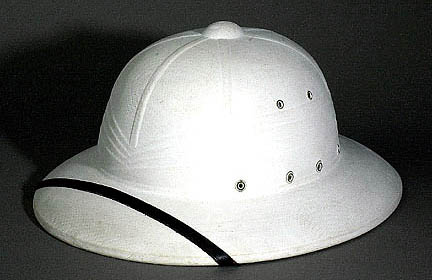
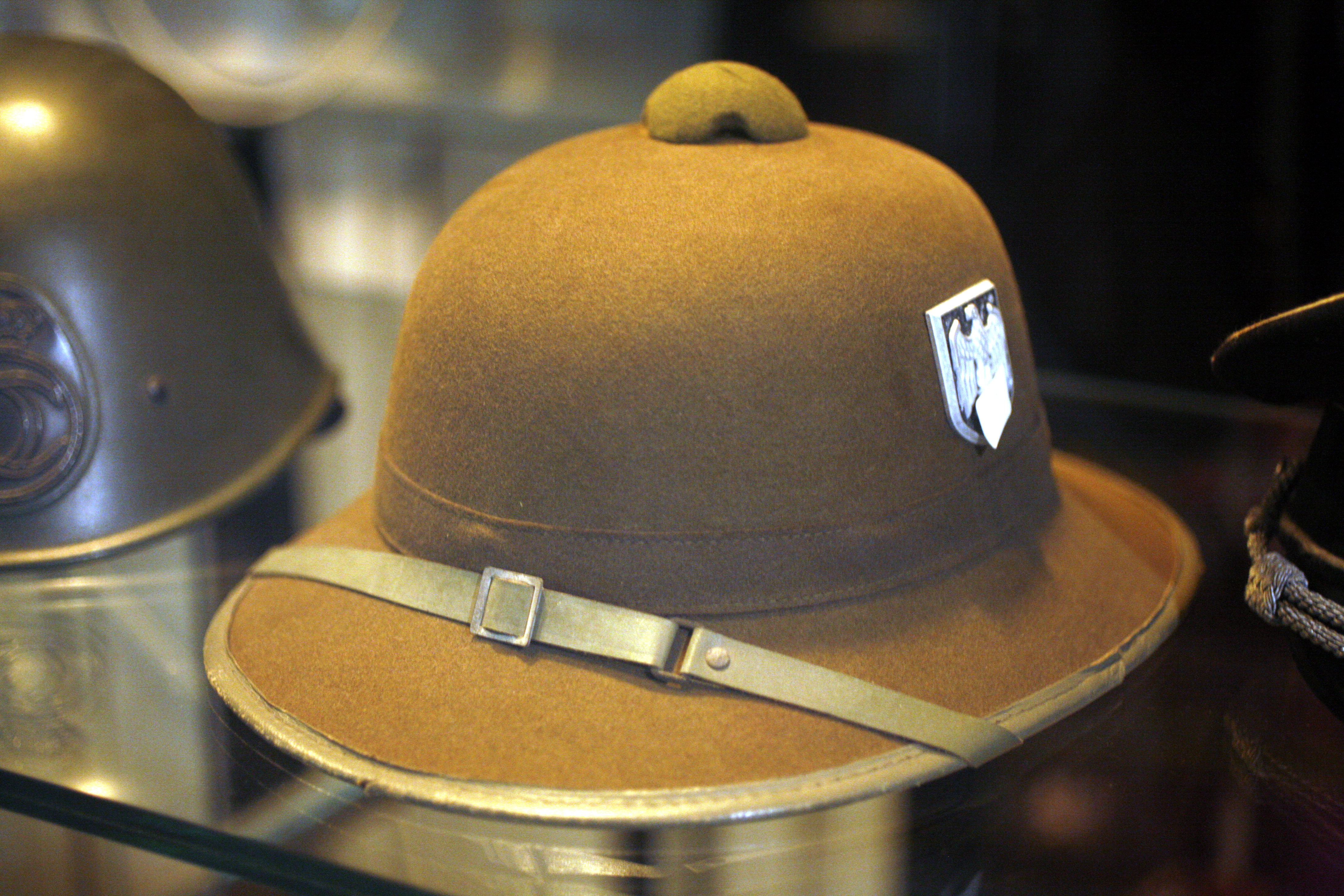
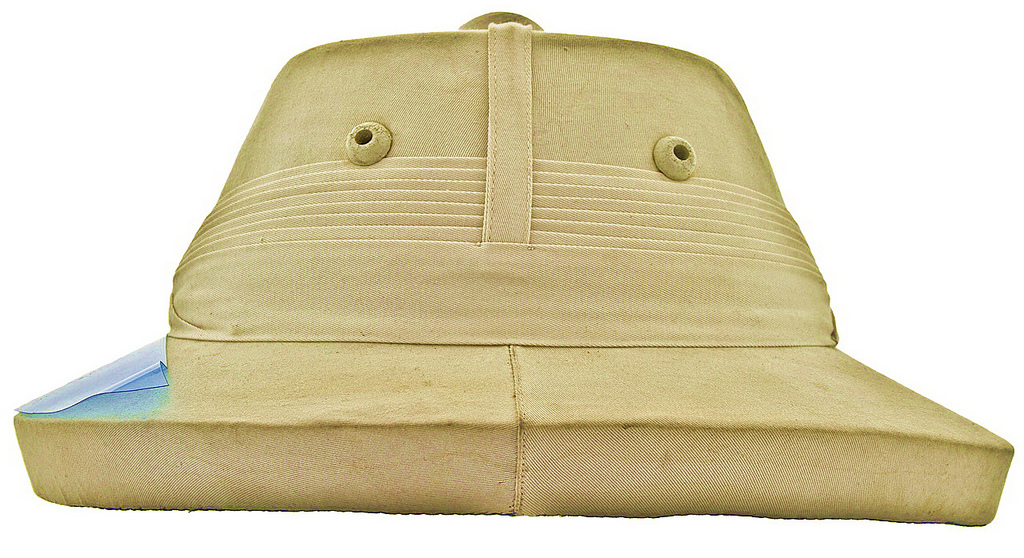
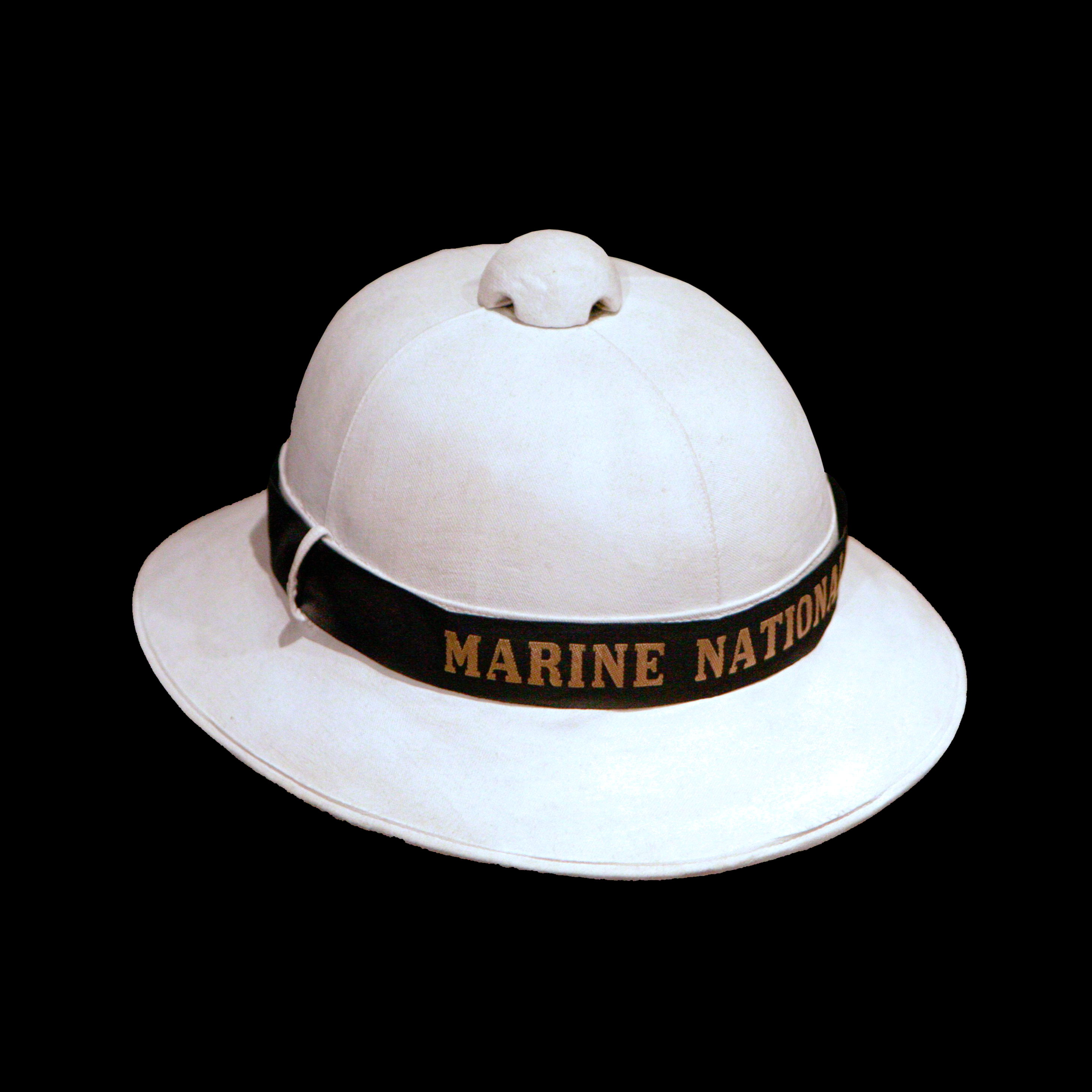
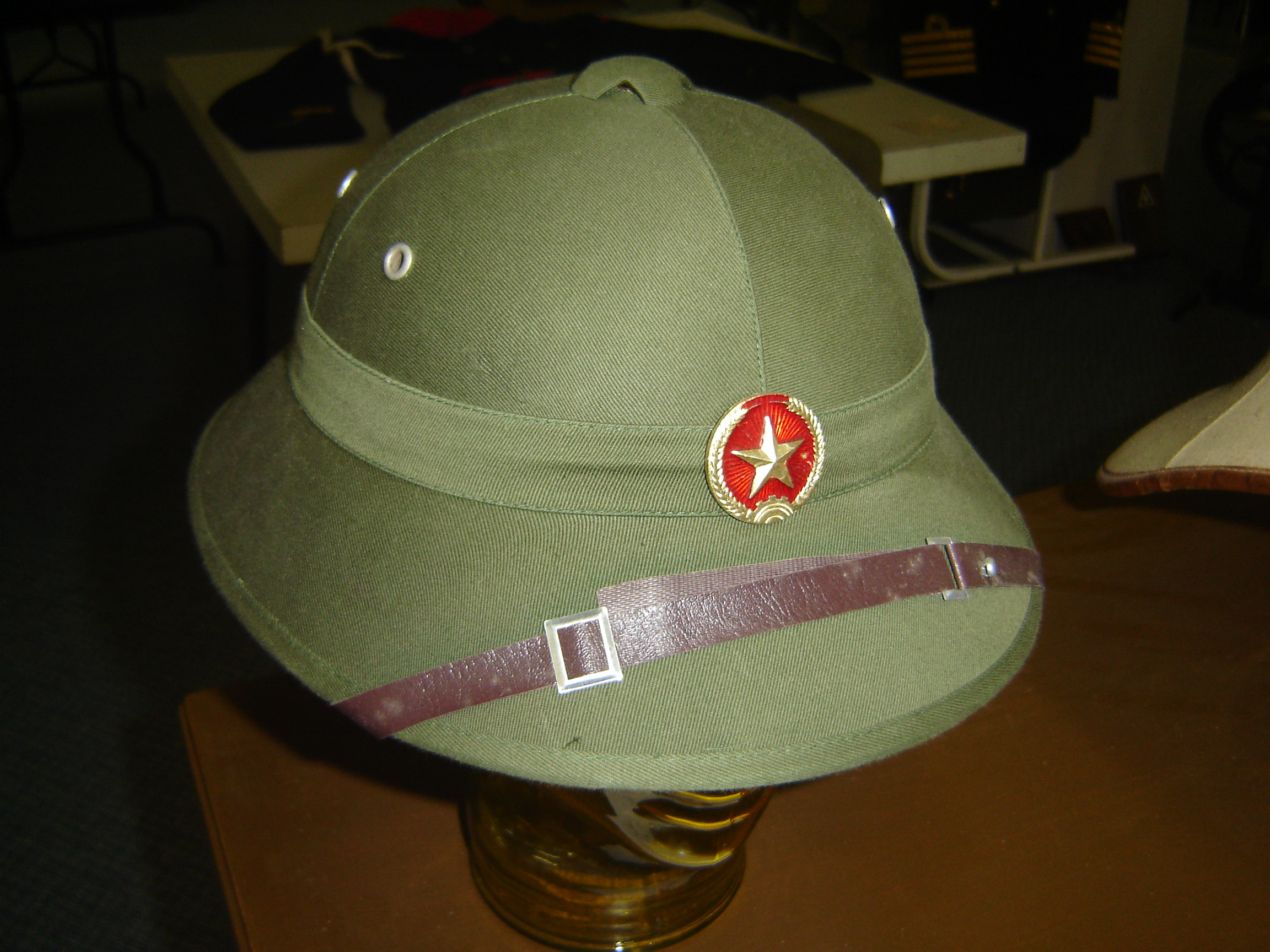